# Playa de la Roda
La playa de la Roda es una playa de guijarros del municipio de Altea en la provincia de Alicante (España).
Esta playa limita al norte con el Paseo del Mediterráneo y al sur con el Puerto de Altea y tiene una longitud de 825 m, con una amplitud de 45 m.
Se sitúa en un entorno urbano, disponiendo de acceso por calle. Cuenta con paseo marítimo y aparcamiento delimitado. Es una playa balizada.
- Esta playa cuenta con el distintivo de Bandera Azul

- Datos: Q9060778
- Multimedia: Platja de la Roda / Q9060778